# Клакес
Клакес — река на полуострове Камчатка в Усть-Камчатском районе Камчатского края России. Длина реки — 34 км.
Начинается на склонах горы Тундровая в безымянном озере. Течёт в юго-восточном направлении параллельно реке Кунхилок. Впадает в реку Еловка справа на расстоянии 133 км от её устья.
Воды реки являются местом нереста лососевых.
По данным государственного водного реестра России относится к Анадыро-Колымскому бассейновому округу. Код водного объекта — 19070000112120000016513.